# Hangyaboglárka
A hangyaboglárka (Maculinea, újabb nevén: Phengaris)  a lepkék (Lepidoptera) rendjébe sorolt boglárkalepkék (Lycaenidae) családjában a Polyommatini nemzetség egyik neme.

## Származása, elterjedése
Európában öt faja él (ha a karszti hangyaboglárkát nem tekintjük külön fajnak). Ezek közül Magyarországon és Romániában is megtalálható négy faj:
- szürkés hangyaboglárka (lápi hangyaboglárka, Maculinea alcon)
- nagyfoltú hangyaboglárka (Maculinea arion)
- zanótboglárka (sötét hangyaboglárka[1] Maculinea nausithous)
- vérfű-hangyaboglárka (Maculinea teleius)

(valamint a karszti hangyaboglárka is; Czekes-Vizauer, 2009).

## Életmódja, élőhelye
A hangyaboglárka életmenete igen speciális. A nőstény lepkék petéiket tápnövényük virágzatára vagy a virágokhoz közeli hajtásaira, leveleire helyezik. A petéből kikelő hernyók bemásznak a virágokba, és a növény szöveteivel, főként a magkezdeményekkel táplálkoznak. A legtöbb faj monofág, ritkábban oligofág. A hernyó a tápnövény virágában, illetve termésében él mintegy három hétig. Negyedik lárvaállapotába érve a még csupán néhány milliméter hosszúságú és néhány gramm tömegű hernyó kirágja magát a tápnövényből, és leereszkedik a talajra (Czekes-Vizauer, 2012).
Ekkor be kell költöznie egy hangyakolóniába, mert önmaga teljesen védtelen. E célra csak a fullánkos vöröshangya (vörös bütyköshangya, Myrmica spp.) fészkei felelnek meg; az egyes lepkepopulációk más-más hangyafajt kedvelnek. A szociálparazitaként élő hernyót hangyagazdája táplálja, és többnyire fel is neveli. A hernyó:
- vagy a hangyakolónia fiasításával táplálkozik (ezek az ún. ragadozó hangyaboglárka fajok),
- vagy a hangyák úgy etetik őket, mint saját lárváik (ezek az ún. „kakukk” hangyaboglárka fajok; Tartally, 2009).

Ragadozó hangyaboglárka fajok:
- vérfű-hangyaboglárka (Maculinea teleius); tápnövénye a vérfű (Sanguisorba officinalis)
- Sötét hangyaboglárka (Maculinea nausithous); tápnövénye a vérfű (Sanguisorba officinalis)
- nagyfoltú hangyaboglárka (Maculinea arion); tápnövénye a kakukkfű (Thymus spp.)

„Kakukk” hangyaboglárka fajok:
- szürkés hangyaboglárka (Maculinea alcon); tápnövénye a kornistárnics (Gentiana pneumonanthe).
- karszti hangyaboglárka (régebben Maculinea rebeli néven külön fajnak tekintették, de valószínűleg csak a szürkés hangyaboglárka egyik ökotípusa); tápnövénye a Szent László-tárnics (Gentiana cruciata)

A hernyó a gondozásért „cserébe” édes váladékot termel, amit a hangyák elfogyasztanak (Bereczki et al., 2006).
A hernyó a beköltözés után 9–11 hónappal bábozódik, majd a frissen kelt lepke kirepül a bolyból. A fészekben eltöltött idő alatt a lárva testfelszínén olyan anyagokat választ ki, amelyek biztosítják, hogy a hangyák ne tekintsék ellenségnek (kémiai mimikri). Mivel a kifejlett lepkén nincsenek ilyen anyagok, ki kell menekülnie a bolyból, különben addigi befogadói elpusztítják (Czekes-Vizauer, 2012).
A hangyaboglárka fajok világszerte veszélyeztetettek, mert nemcsak az őket károsító folyamatok eredményeként pusztulhatnak ki, de akár tápnövényeik, akár hangyagazdáik eltűnésével is. Így például a nagyfoltú hangyaboglárka 1979-re azért halt ki Angliában, mert a legeltetés intenzitásának csökkenésével élőhelyein ottani hangyagazdáját, a Myrmica sabuleti fajt a Myrmica scabrinodis váltotta fel, az viszont nem tudott életképes lepkepopulációkat fenntartani (Tartally, 2009).
Az utóbbi évtizedekben a hangyaboglárka-populációk szerte Európában drasztikusan csökkennek — főként az olyan, fejlett mezőgazdaságú országokban, mint Hollandia. Mivel a hangyaboglárkák a környezet változásaira az átlagosnál jóval érzékenyebbek, természetvédelmi célokra ún. zászlóshajó fajokként használhatóak: eltűnésük vagy megritkulásuk az élőhely leromlását, természetességének csökkenését jelzi (Czekes-Vizauer, 2012). Éppen ezért a Nemzeti Biodiverzitás-Monitorozó Rendszer Országos Nappali Lepke Monitorozás programjának első évében a megfigyelt hat lepkefajból három hangyaboglárka volt.